# Kleinste dwergloper
De kleinste dwergloper (Microlestes maurus) is een keversoort uit de familie van de loopkevers (Carabidae). De wetenschappelijke naam van de soort werd in 1827 gepubliceerd door Jacob Sturm.